# 꿋춤군
꿋춤군은 야소톤주의 행정 구역이다. 이 지역의 총 인구 수는 2005년 기준으로 65959명이다. 인구 밀도는 121.25km2이다.

## 행정 구역
| 1. Kut Chum (กุดชุม) 2. Non Pueai (โนนเปือย) 3. Kammaet (กำแมด) 4. Na So (นาโส่) 5. Huai Kaeng (ห้วยแก้ง) | 1. Nong Mi (หนองหมี) 2. Phon Ngam (โพนงาม) web site (Thai) 보관됨 2019-08-17 - 웨이백 머신 3. Kham Nam Sang (คำน้ำสร้าง) 4. Nong Nae (หนองแหน) |